# Bartelkeit
Bartelkeit ist ein sehr selten vorkommendes Mineral aus der Mineralklasse der „Silikate und Germanate“ (ehemals Oxide und Hydroxide). Es kristallisiert im monoklinen Kristallsystem mit der chemischen Zusammensetzung PbFeGe[VI](Ge[IV]2O7)(OH)2·H2O, ist also chemisch gesehen ein kristallwasserhaltiges Blei-Eisen-Germanat mit zusätzlichen Hydroxidionen.
Bartelkeit bildet idiomorphe, entweder nach {101} tafelige oder nach [101] nadelig-gestreckte Kristalle bis zu maximal 1 mm Länge, die zu Aggregaten mit radialstrahligem Aufbau verwachsen sind. Das Mineral wurde – zusammen mit Chalkosin, Quarz und Wulfenit – in korrodiertem Germanit-Renierit-Galenit-Erz in der Tsumeb Mine, Namibia, gefunden.

## Etymologie und Geschichte
Als Entdecker des Bartelkeits gilt der deutsche Hobbymineraloge Wolfgang Bartelke (* 1949), dem das Mineral unter anderen Stufen aus Tsumeb aufgefallen war. Entsprechende Untersuchungen führten zur Feststellung des Vorliegens eines neuen Minerals, welches 1979 von der International Mineralogical Association (IMA) anerkannt und 1981 von einem deutsch-US-amerikanischen Forscherteam mit Paul Keller, Heinz Hess und Pete J. Dunn im Wissenschaftsmagazin „Chemie der Erde“ als Bartelkeit beschrieben wurde. Benannt wurde das Mineral nach dem Finder Wolfgang Bartelke, einem begeisterten Mineraliensammler, Spezialisten für Tsumeb-Minerale und Mitverfasser wichtiger Arbeiten über die Mineralogie der Tsumeb Mine. Die Struktur des Bartelkeits konnte erst über 30 Jahre nach seiner Erstbeschreibung gelöst werden.
Typmaterial des Minerals befindet sich im Archiv der Universität Stuttgart in der „Mineralogischen Sammlung von Professor Keller“ (Register-Nr. NM07, Cotyp) sowie im zur Smithsonian Institution gehörenden National Museum of Natural History, Washington, D.C. (Register-Nr. 148302, Cotyp).

## Klassifikation
In der veralteten 8. Auflage der Mineralsystematik nach Strunz war der Bartelkeit noch nicht aufgeführt.
In der zuletzt 2018 überarbeiteten Lapis-Systematik nach Stefan Weiß, die formal auf der alten Systematik von Karl Hugo Strunz in der 8. Auflage basiert, erhielt das Mineral die System- und Mineralnummer IV/C.08-060. Dies entspricht der Klasse der „Oxide und Hydroxide“ und dort der Abteilung „Oxide mit dem Stoffmengenverhältnis Metall : Sauerstoff = 2 : 3 (M2O3 und verwandte Verbindungen)“, wo Bartelkeit zusammen mit Barioferrit, Batiferrit, Chihuahuait, Diaoyudaoit, Haggertyit, Hawthorneit, Hibonit, Lindqvistit, Magnetoplumbit, Nežilovit, Otjisumeit, Plumboferrit, Yimengit und Zenzénit die „Magnetoplumbitgruppe“ mit der Systemnummer IV/C.08 bildet.
Die von der International Mineralogical Association (IMA) zuletzt 2009 aktualisierte 9. Auflage der Strunz’schen Mineralsystematik ordnet den Bartelkeit in die Klasse der „Silikate und Germanate“ und dort in die Abteilung „Germanate“ ein. Hier ist das Mineral in der Unterabteilung 9.JA zu finden, wo es als einziges Mitglied eine unbenannte Gruppe mit der Systemnummer 9.JA.10 bildet.
In der vorwiegend im englischen Sprachraum gebräuchlichen Systematik der Minerale nach Dana hat Bartelkeit die System- und Mineralnummer 07.06.02.01. Das entspricht der Klasse der „Oxide und Hydroxide“ und dort der Abteilung „Mehrfache Oxide“. Hier findet er sich innerhalb der Unterabteilung „Mehrfache Oxide mit der Formel A(B)4X9“ als einziges Mitglied in einer unbenannten Gruppe mit der Systemnummer 07.06.02.

## Chemismus
Mittelwerte aus 18 Mikrosondenanalysen an Bartelkeit ergaben 34,1 % PbO; 10,6 % FeO; 46,2 % GeO2; 0,08 % ZnO; 0,10 % SiO2; 2,8 % As2O5; 0,04 % P2O5 und 0,14 % SO3. Auf der Basis von 10 (O + Cl) Atomen pro Formeleinheit und nach Hinzufügen von 5,64 Gew.-% H2O ergab sich daraus die empirische Formel Pb0,97(Fe2+0,94Zn0,01)Σ=0,95VIGe1,00IV(Ge1,81As0,16Si0,01S0,01)Σ=1,99O7[(OH)1,94Cl0,04]Σ=1,98·1,02H2O, die zu PbFe[VI]Ge([IV]Ge2O7)(OH)2·H2O idealisiert wurde.

## Kristallstruktur
Bartelkeit kristallisiert monoklin in der Raumgruppe P21/m (Raumgruppen-Nr. 11) mit den Gitterparametern a = 5,8279 Å; b = 13,6150 Å; c = 6,3097 Å und β = 127,314° sowie zwei Formeleinheiten pro Elementarzelle.
Die Kristallstruktur des Bartelkeits besteht aus einzelnen Ketten von FeO6- und Ge1O6-Oktaedern mit gemeinsamen Kanten, die parallel zur c-Achse [001] angeordnet sind und durch tetraedrische Ge2O7-Dimere quervernetzt sind. Die Bleiatome und die H2O-Gruppen füllen große Hohlräume in diesem Netzwerk aus. Das Schema der Wasserstoffbrückenbindungen im Bartelkeit ist ähnlich dem in Lawsonit. Bartelkeit ist das erste Mineral mit [4]- und [6]-fach koordinierten Germaniumatomen.
Bartelkeit ist isotyp (isostrukturell) zu der nur oberhalb von 8,6 GPa stabilen Hochdruck-P21/m-Phase von Lawsonit.

## Eigenschaften

### Morphologie
Bartelkeit findet sich meist in idiomorphen, maximal 1,0 mm × 0,3 mm × 0,2 mm großen Kristallen, die auf den beiden zum Zeitpunkt der Veröffentlichung der Typpublikation bekannten Fundstücken unterschiedlich ausgebildet sind. Zur Kristalltracht des Bartelkeits gehören die Flächenformen {101}, {101}, {111} und eventuell noch {010}. Beim ersten Fund besitzen die Kristalle einen tafeligen Habitus nach {101} und sind nur leicht nach [101] gestreckt. Die {111}-Flächen dieser Kristalle weisen zudem eine charakteristische Zähnung auf. Beim zweiten Fund sind die Kristalle dagegen mehr oder weniger feinnadelig nach [101] ausgebildet und zu radialstrahligen Aggregaten verwachsen.

### Physikalische und chemische Eigenschaften
Bartelkeitkristalle sind farblos oder weiß bis blass grünlich gefärbt, ihre Strichfarbe ist dagegen immer weiß. Die Oberflächen der je nach Färbung wasserklar-durchsichtigen bis durchscheinenden Kristalle zeigen einen deutlichen halbdiamantartigen bzw. fettartigen Glanz.
Die Kristalle des Bartelkeits zeigen eine undeutliche Spaltbarkeit nach {101}. Das Mineral weist eine Mohshärte von ≈ 4 auf und gehört damit zu den mittelharten Mineralen, die sich ähnlich wie das Referenzmineral Fluorit mit einem Taschenmesser leicht ritzen lassen. Gemessene Werte für die Dichte des Bartelkeits existieren nicht, die berechnete Dichte für das Mineral beträgt 5,36 g/cm³.
Bartelkeit ist in heißer Salzsäure HCl löslich.

## Bildung und Fundorte
Bartelkeit entsteht als typische Sekundärbildung im stark korrodierten Bleierz einer in Carbonatgesteinen sitzenden komplexen Cu-Pb-Zn-Lagerstätte. Blei, Eisen und Germanium stammen dabei aus der Zersetzung primärer Germanium-Erze sowie sulfidischer Erzminerale wie Germanit, Renierit, Tennantit und Galenit. Begleitminerale sind unter anderem Germanit, Renierit, Tennantit und Galenit sowie Chalkosin, Quarz und Wulfenit.
Als sehr seltene Mineralbildung konnte Bartelkeit bisher (Stand 2018) nur von einem Fundpunkt beschrieben werden. Seine Typlokalität ist die weltberühmte Cu-Pb-Zn-Ag-Ge-Cd-Lagerstätte der „Tsumeb Mine“ (Tsumcorp Mine) in Tsumeb, Region Oshikoto, Namibia. Der genaue Fundpunkt innerhalb der Tsumeb Mine ist nicht bekannt.

## Verwendung
Bartelkeit ist aufgrund seiner Seltenheit lediglich für Mineralsammler interessant.